# Белорусский театр юного зрителя
Белорусский государственный академический театр юного зрителя (бел. Беларускі дзяржаўны акадэмічны тэатр юнага гледача) — театр в Минске (Республика Беларусь)

## История
1931 год — открытие в Минске первого Театра юного зрителя (просуществовал до июля 1941 года).
8 апреля 1956 год — Торжественное открытие Белорусского республиканского театра юного зрителя. Зрителям были показаны сцены из трёх спектаклей: из инсценировки романа Н. Островского «Как закалялась сталь», из сказки «Город мастеров» Т. Габбе и из драмы «Любовь Ани Берёзко» В. Пистоленко.
В ноябре 2010 года — начало реконструкции. Конец реконструкции — июнь 2015 года, ко Дню защиты детей. Во время реконструкции театр работал в Доме литератора.
В 2017 году спектакль театра «Дикая Охота короля Стаха» признан лучшей постановкой XIII театрального фестиваля «Славянские театральные встречи».
В феврале 2018 г. театру было присвоено звание «академический».
На период 2021 года в репертуаре театра находится 29 разножанровых спектаклей. Из них 15 для детей дошкольного и младшего школьного возраста, остальные для подростков и взрослых. В период 2021 года в ТЮЗе начался старт проекта «Сустрэча з класікамі і сучастнікамі», который был подготовлен центром творческих проектов при театре. В проект входит 6 новых спектаклей

## Интересные факты
Здание ТЮЗа — памятник архитектуры.

## Премьеры 2012 года
- Ф. Алехнович. Господин министр
- Ю. Кулик. Одноклассники
- Ж. Б. Мольер. Мещанин во дворянстве